# قضاء القدس
قضاء القدس (بالإنجليزية: Jerusalem Subdistrict) هو تقسيم إداري سابق في فلسطين التاريخية يعود لفترة الإنتداب البريطاني (بين 1920 وحتى 1948)، مركزه مدينة القدس. يقع في الجزء الأوسط لفلسطين، ويحيط به كل من قضاء نابلس وقضاء رام الله من الشمال، وقضاء الخليل من الجنوب، وقضاء الرملة الغرب. ويحاذي الحدود الأردنية والبحر الميت من الشرق.
يجدر بالذكر إلى أنه كانت فلسطين تتشكل من 18 قضاء حتى عام 1944، حينما قررت حكومة فلسطين التابعة للانتداب دمج كل من قضاء بيت لحم وقضاء أريحا مع قضاء القدس ليكون عددها في نهاية هذه الفترة 16 قضاء.